# Розничная торговля в России
Розничная торговля в России превратилась в один из важнейших двигателей экономического роста экономики страны с момента начала экономических реформ и либерализации рынка в конце 1980-х годов, хотя розничная торговля существовала как в СССР, так и царской России. С началa 2000-х годов главным катализатором роста современной розницы является рост потребительского спроса на внутреннем рынке страны, который позволяет сглаживать колебания на экспортных направлениях.
В связи с начавшимся в 2014 году экономическим кризисом розничная торговля в России на протяжении 2 лет переживала спад.

## Мировые сопоставления
В 2015 году объём оборота розничной торговли в России составил 28,137 трлн руб. по данным Росстата.
В 2010 году по объёмам оборота розничного рынка Россия занимала 8-е место в мире с долей порядка 2 % мировой розницы. В Европе российский рынок (326,7 млрд. евро) в 2010 году занимал 4-ю позицию после Франции (399,5) , Германии (398,0) и Великобритании (343,3).
В 2012 году оборот розничной торговли в России составил 21 трлн 319,9 млрд рублей, что было на (+5,9 %) выше показателя 2011 года.

## Динамика
В 2007 году число работников розничного сектора превысило 7 млн человек, а его товарооборот увеличился в шесть раз. С 1999 по 2007 год производительность труда в российской рознице выросла более чем вдвое — с 15 до 31 % по сравнению с уровнем США. Сохраняющийся разрыв объяснялся более низкой доли современных сетевых форматов, на долю которых в России в 2007 году приходилось лишь 35 % товарооборота и 11 % занятых в секторе.
С 2006 по 2013 гг. среднемесячные темпы прироста в годовом исчислении достигали (+7,97 %). Пик прироста наблюдался в декабре 2007 года когда месячный оборот увеличился сразу на (+17,70 %). Самое низкое значение было зарегистрировано в декабре 2009 года, когда розничный оборот снизился на (-9,80 %) по сравнению с сентябрём 2008 года.
В связи с начавшимся в 2014 году экономическим кризисом в первой половине 2015 года оборот розничной торговли упал на 8,1%.
.

## Виды розничной торговли в России

### Стационарная торговля
Торговля, осуществляемая в специально оборудованных, предназначенных для ведения торговли зданиях (их частях) и строениях.
Торговые здания и строения образуют строительные системы, прочно связанные фундаментом с земельным участком и подсоединенные к инженерным коммуникациям. К данной категории торговых объектов относятся торговые центры, магазины, павильоны и киоски.

### Нестационарная торговля
Торговля, осуществляемая на принципах развозной и разносной торговли, а также иные объекты организации торговли, не относимые в соответствии с требованиями к стационарной торговле.

### Ярмарки выходного дня
Ярмарки выходного дня регулярно организуются префектурой административного округа города Москвы в установленном месте. Проводятся в пятницу, субботу и воскресенье.
На ярмарках выходного дня допускается продажа сельскохозяйственной продукции и продовольственных товаров, произведенных на территории государств-членов Таможенного союза.

### Рынки
Места розничной торговли продуктами питания и товарами (часто под открытым небом или в торговых рядах).

### Региональные ярмарки
Региональные ярмарки организуются периодически или разово. Проводятся исполнительными органами государственной власти или органами местного самоуправления иных субъектов Российской Федерации, органами исполнительной власти иных государств — членов Таможенного союза совместно с префектурами административных округов города Москвы в установленном месте.
На региональных ярмарках допускается продажа сельскохозяйственной продукции, продовольственных и непродовольственных товаров легкой промышленности, произведенных на территории государств — членов Таможенного союза, изделий народных художественных промыслов, продукции ремесленничества и иных товаров.

### Специализированные ярмарки
Специализированные ярмарки организуются периодически или разово. Проводятся исполнительными органами государственной власти города Москвы, юридическими лицами, индивидуальными предпринимателями.
На специализированных ярмарках не менее 80 % мест предназначено для продажи товаров одного класса в соответствии с Общероссийским классификатором продукции или товаров одного региона происхождения либо товаров, связанных единой тематикой.

### Фестивали уличной еды
Массовые торжества, на которых демонстрируется кулинарное искусство, осуществляется дегустация еды, а также продажа сельскохозяйственной продукции, продовольственных и непродовольственных товаров, изделий народных художественных промыслов и продукции ремесленничества.
Фестивали проводятся на постоянной и непостоянной основе на открытом воздухе на площадях, в парках, в естественных архитектурно-исторических интерьерах замков и в других достопримечательных местах.

## Основные игроки розничного рынка
Для розничного рынка России характерна постепенная консолидация основных игроков с течением времени. При этом на российском рынке присутствуют как российские, так и зарубежные сети. В отличие от так называемого «польского сценария», когда новоприбывшие зарубежные сети в короткие сроки вытеснили или полностью поглотили местные розничные компании, отечественные компании розничной торговли в России продолжают занимают ведущие места на российском рынке и даже расширяют своё присутствие в странах СНГ. Примечательно что в России, которая, по прогнозам экспертов, должна уже через 2-3 года занять 4-е место в мире по объёмам розницы, не действуют два крупнейших мировых розничника Вол-Март (США) и Каррефур (Франция).

## Особенности
По данным за 2011 год, воровство нанесло розничной торговли в России убытков на 1,74 % от общего оборота этого сектора экономики. По этому показателю Россия заняла второе место после Индии (2,38 %), хотя отставание современного мирового лидера розницы — США — было незначительным (1,59 %). В то же время в КНР, которая, по некоторым прогнозам, готовится потеснить США в качестве мирового лидера розницы в 2016 году, размеры хищений из розничных торговых сетей были более скромными (1,11 %).